# Стройно
Стро́йно (болг. Стройно) — село в Ямбольській області Болгарії. Входить до складу общини Єлхово.

## Населення
За даними перепису населення 2011 року у селі проживали 37 осіб, з них 35 осіб (94,6%) — болгари.
Розподіл населення за віком у 2011 році:
Динаміка населення: